# Chodnik przeciwminowy

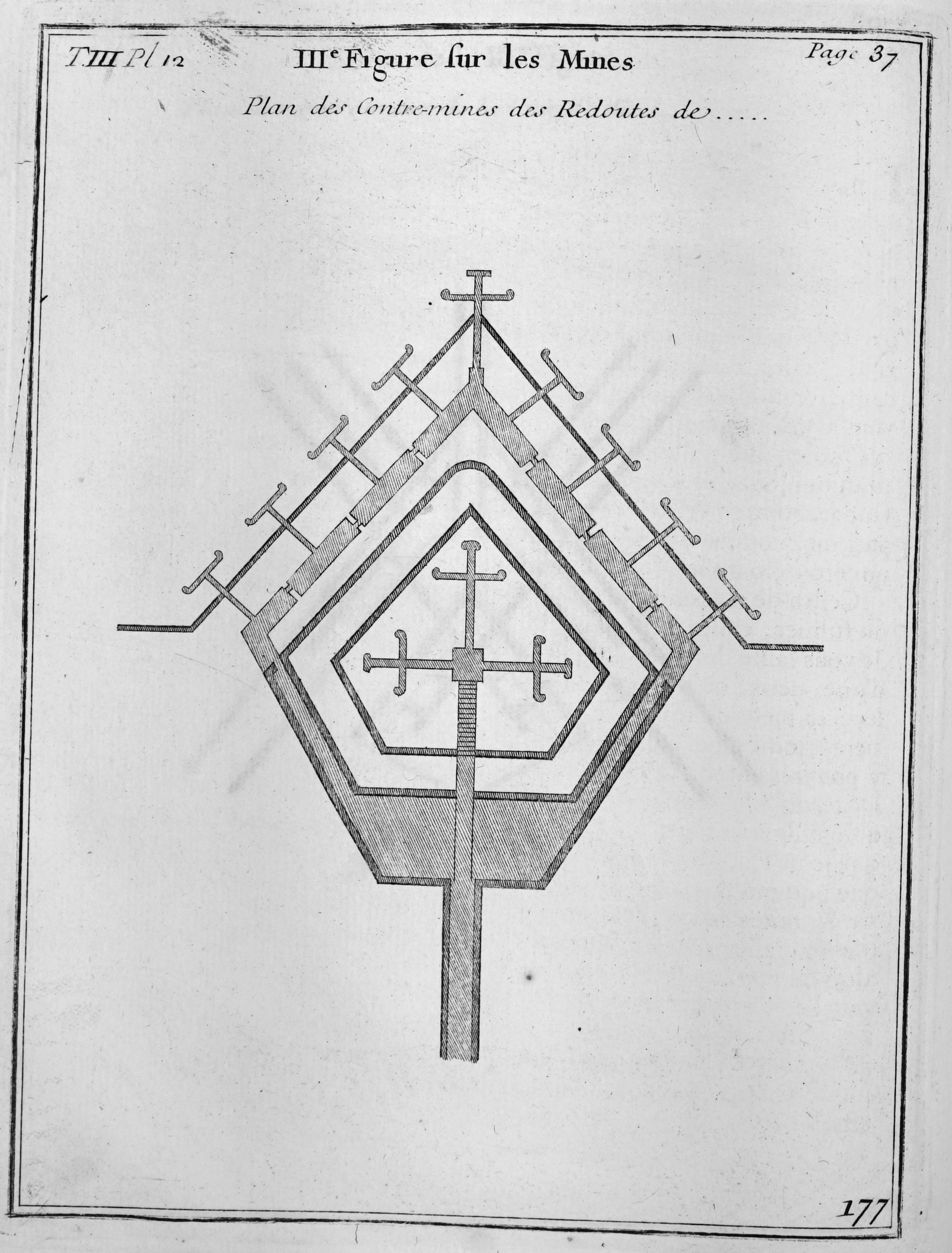
Plan przykładowej sieci chodników przeciwminowych do obrony reduty w traktacie z XVIII w.

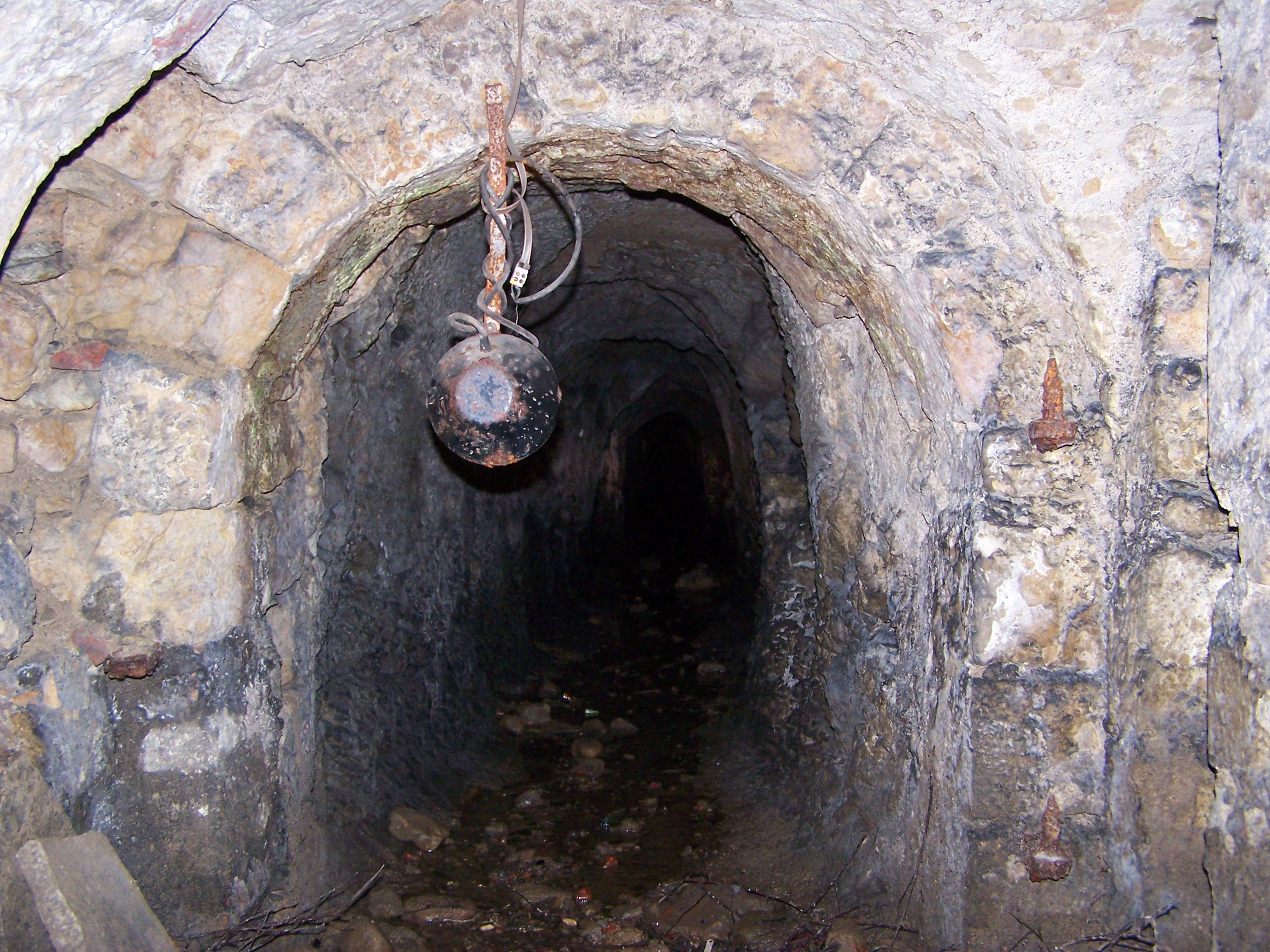
Chodnik przeciwminowy pod twierdzą kłodzką

Chodnik przeciwminowy, chodnik kontrminowy – chodnik (podziemny korytarz) wykonywany przez obrońców w kierunku oblegającego ich przeciwnika w celu wykrycia i zniszczenia chodników minowych wykonywanych przez oblegających.
System chodników przeciwminowych składał się z chodnika wejściowego, często będącego galerią przeciwstokową, chodników głównych, odchodzących od niej promieniście w kierunku przedpola i chodników bocznych, w których umieszczano posterunki nasłuchowe bądź kontrminy.
W fortyfikacjach stałych początkowe odcinki chodników przeciwminowych wykonywane były już w czasie pokoju, jako element przygotowania fortyfikacji do obrony. Zachowane do dzisiaj korytarze kontrminowe XIX-wiecznych fortyfikacji można zobaczyć w forcie Legionów cytadeli warszawskiej, twierdzy Modlin, twierdzy Kłodzko oraz Twierdzy Głogów.